# Résurrection (Les Cosmonautes du futur)
Pour les articles homonymes, voir Résurrection (homonymie).
Résurrection est le troisième album de bande dessinée de la série Les Cosmonautes du futur, scénarisée par Lewis Trondheim et illustrée par Manu Larcenet. La mise en couleurs est réalisée par Brigitte Findakly. L'album, sorti en 2004, est édité chez Dargaud, dans la collection Poisson Pilote.